# Maria Bilińska (kardiolog)
Maria Antonina Bilińska – polska kardiolog, doktor habilitowana nauk medycznych, profesor nadzwyczajny Instytutu Kardiologii w Warszawie-Aninie. 

## Życiorys
Wydział Lekarski Akademii Medycznej w Lublinie ukończyła w 1982. Od grudnia 1983 pracowała w Szpitalu Rehabilitacji Kardiologicznej w Konstancinie (filia anińskiego Instytutu Kardiologii). Uzyskała kolejno specjalizację: I i II stopnia z chorób wewnętrznych (1985 i 1989) oraz II stopnia z kardiologii (1996). Stopień doktorski otrzymała w 1995 broniąc pracy Toniczne uwalnianie tlenku azotu (EDRF) i jego ochronny wpływ na niedokrwione i reperfundowane serce szczura, przygotowanej pod kierunkiem Andrzeja Beręsewicza. Od grudnia 1996 zatrudniona w Klinice Rehabilitacji Kardiologicznej Instytutu Kardiologii w Aninie. W 2011 została zastępcą kierownika tamtejszej Kliniki Zaburzeń Rytmu Serca. Habilitowała się w 2013 na podstawie oceny dorobku naukowego i cyklu publikacji dotyczących ochronnego wpływu wysiłku fizycznego u pacjentów ze stabilną chorobą wieńcową.
Na dorobek naukowy M. Bilińskiej składa się szereg opracowań oryginalnych publikowanych m.in. w czasopismach takich jak „BMC Medical Genetics”, „Cardiology Journal”, „European Journal of Cardiovascular Nursing” oraz „Kardiologia Polska”.
Należy do Polskiego Towarzystwa Kardiologicznego oraz Europejskiego Towarzystwa Kardiologicznego.